# リバー級フリゲート
リバー級フリゲート（リバーきゅうフリゲート、英語: River-class frigate）は、イギリス海軍のフリゲートの艦級。当初は「高速コルベット」、後に「二軸コルベット」と称されていたが、1943年2月、コルベットより上位の軍艦として「フリゲート」と再種別され、近代型フリゲートの嚆矢となった。

## 来歴
戦間期のイギリス海軍は、ロンドン海軍軍縮条約での制約が駆逐艦よりも緩いスループを船団護衛に充当する方針で、1931年度から1934年度計画でグリムスビー級、1933年度から1936年度計画でビターン級、1936年度計画でイーグレット級、そして1938年度計画でブラックスワン級と順次に整備が進められていた。また局地防衛のための小型艦として、1933年度計画よりキングフィッシャー級も建造されていた。
これらのスループはいずれも従来の軍艦を踏襲した複雑な設計を採用しており、第二次世界大戦勃発に伴う戦時急造への対応は難しかった。このため、まず局地防衛用として、捕鯨船の設計を発展させたフラワー級コルベットが建造された。戦局の窮迫を受けて、同級は当初想定されていた近海域に留まらず、大西洋の戦いに広く投入されていたが、局地防衛艦ゆえの艦型の小ささと速力の遅さによる外洋行動能力の低さが顕在化していた。
このことから、より大型で外洋行動に適し、しかも量産性に優れた護衛艦が求められることとなった。1940年11月27日に第一海軍卿が開いた会合において、フラワー級の主機を用いたA案とブラックスワン級の主機を用いたB案が検討された。またグドール造艦局長（DNC）は、アメリカからの供与によるタウン級駆逐艦の改装建造も検討したが、護衛艦の要請が逼迫しており、改装建造の余裕がないことから棄却された。最終的にA案が採択され、1941年1月に海軍本部委員会に提出された。6月1日、第三海軍卿は幕僚要求事項を認可した。これによって建造されたのが本級である。またカナダも、本級がまだ計画段階であった1940年12月より情報提供を受けており、1941年10月より自国の造船所に建造発注を開始したほか、同年中盤には、オーストラリアでも同型艦の建造が決定された。

## 設計
状況が急迫していたことから、基本設計はわずか2週間で作成された。船体はブラックスワン級とハルシオン級掃海艇をベースとしており、艦内容積確保のため、船型は長船首楼型とされた。軍艦建造の経験がない造船所でも問題なく建造できるよう、軍艦構造ではなく商船規格での設計となったが、フラワー級の反省から、艦内換気や居住性は軍艦に準じたものとなった。
大西洋の厳しい海況において20ノットを発揮できるように求められたことから、プロペラが海面上に露出しにくいよう、艦尾側で4フィート (1.2 m)のトリムが付されている。また凌波性向上のため顕著なフレアとシアが付されているほか、ローリング抑制のため、船体中部は角型船型とされ、深いビルジキールも付された。
上記の検討から、機関はフラワー級のものを2セット搭載する構成となった。ボイラーはアドミラルティ式3胴型水管ボイラー、主機関は直立型直列4気筒3段膨張式のレシプロ蒸気機関による2軸推進艦である。また一部の艦では、パーソンズ式オール・ギヤード・タービンを搭載し、出力を6,500馬力としている。
初期建造艦24隻では、重油搭載量は440トン、航続距離は15ノット巡航時で3,200海里とされた。しかし外洋行動能力拡充の要請から、後期建造艦では対機雷戦装備の撤去と艦内区画の改正によって重油搭載量を646トンに増大し、航続距離は15ノット巡航時で6,080海里と大幅に延伸された。

## 装備

### センサー
レーダーとしては、当初は対空・対水上用と対水上用の2基を搭載予定とされていたが、実際には後者にあたる271型レーダーのみが搭載される事が多く、1942年中盤の決定により、新型の早期警戒レーダーである286型は搭載不要とされた。後に、ラティスマスト上に新型の目標捕捉レーダーである277型レーダーが搭載された。
探信儀 (ASDIC)としては、当初は戦前の駆逐艦で標準的だった128型が搭載されており、後に144型に更新したほか、目標の水深測定のための147B型も追加搭載された。
なおカナダ艦の一部では、電波兵器をアメリカ式のSUレーダーとDAU短波方向探知機に換装している。

### 砲熕兵器
当初計画の砲熕兵器は、40口径10.2cm単装砲（QF 4インチ砲Mk.XIX）2基と舷側装備の高角機銃（39口径40mm単装機銃または70口径20mm単装機銃）4基、軽機関銃4挺とされていた。また1943年には、魚雷艇対策として一部の艦で47口径5.7cm砲（6ポンド砲）が搭載された。
カナダでの建造艦のうち最初の15隻では舷側装備の高角機銃を70口径20mm連装機銃に変更、以後の艦で1番砲を45口径10.2cm連装高角砲（QF 4インチ砲Mk.XVI）に、2番砲を40口径7.6cm高角砲に変更した。初期建造艦の大部分も1番砲を45口径10.2cm連装高角砲に換装したが、こちらは2番砲は保たれた。また一部では、40口径7.6cm高角砲をアメリカ海軍式の56口径40mm連装機銃に換装した艦もある。
オーストラリアでの建造艦は艦砲を2基とも45口径10.2cm単装高角砲（QF 4インチ砲Mk.XVI）に変更したほか、後期建造艦はイギリス海軍のベイ級に準じて両方を45口径10.2cm連装高角砲に換装し、防空火力を強化した改型となった。また高角機銃も、カナダ艦と同様の70口径20mm連装機銃4基に加えて、56口径40mm単装機銃3基を増備している。

### 水雷兵器
当初計画では、対潜兵器は爆雷のみとされる予定であったが、1941年1月の決定によってヘッジホッグ対潜迫撃砲が装備されることになり、6斉射分の弾薬が搭載された。
爆雷投射機としては、初期の艦はK砲8基程度、後期の艦はY砲4基、また爆雷投下軌条2条を装備し、爆雷搭載数は126～150発であった（後に200発に増強）。
また上記の通り、イギリスでの初期建造艦24隻では掃海具（TSDS）を搭載したが、これ以後の建造艦では省かれた。

## 配備・運用
本級は、3ヶ国で計142隻が建造された。建造国であるイギリス海軍やカナダ海軍、オーストラリア海軍のほか、アメリカ海軍や自由フランス海軍などに貸与ないし譲渡されて活躍した。なおアメリカ海軍での運用分は当初アッシュビル級コルベット（後にフリゲートと再種別）と称されており、後にこれを原型としたタコマ級フリゲートが建造されて、イギリス海軍でもコロニー級として運用された。本来は更に多くが建造される予定であったが、量産性をさらに高めたロック級フリゲートの設計完了を受けて、1942年度以降の建造艦はこちらに移行した。